# Monastyr Trójcy Świętej w Korcu
Monastyr Trójcy Świętej (ukr. Свято-Троїцький монастир) – żeński stauropigialny monaster w Korcu, podległy Ukraińskiemu Kościołowi Prawosławnemu Patriarchatu Moskiewskiego.

## Historia
W obecnym kształcie klasztor istnieje od 1869, gdy na mocy carskiego ukazu zakonnice prawosławne przejęły zabudowania istniejącego od XVII w. klasztoru franciszkanów. Jednak tradycja prawosławnej wspólnoty monastycznej w Korcu jest dłuższa. W 1064 ihumen Monasteru Kijowsko-Pieczerskiego, Warłaam, powracając z pielgrzymki, założył w okolicach dzisiejszego Korca żeński klasztor pod wezwaniem Zwiastowania. Istniał on do najazdu tatarskiego w 1242, gdy został całkowicie zniszczony. Odbudowa monasteru rozpoczęła się po odejściu najeźdźców; otrzymał wówczas wezwanie Zaśnięcia Matki Bożej. Miało to miejsce po 1274.
Klasztor po odbudowie stał się obiektem obronnym, co pozwoliło mu przetrwać serię kolejnych napaści między XIII a XV wiekiem. Ostatecznie w 1496 monaster został zniszczony przez wojska chana Mengli Gireja. Nową wspólnotę założył w 1571 książę korecki Joachim; prace budowlane ukończono 8 lat później. Tym razem monaster otrzymał wezwanie Zmartwychwstania Pańskiego, co miało nawiązywać do jego ponownej organizacji na ruinach poprzednich. Otwarcie nowego monasteru miało wzmocnić prawosławie w regionie, występując przeciwko działającej na Wołyniu misji katolickiej. Pierwszą przełożoną wspólnoty była córka księcia, Sofia, w monasterze Serafina. Po podpisaniu unii brzeskiej klasztor w Korcu był jedyną żeńską wspólnotą na Wołyniu, która nie przystąpiła do Kościoła unickiego.
Od 1622 w monasterze przechowywana jest czczona jako cudowna kopia ikony Matki Bożej „Wstawienniczka Za Grzesznych”. W 1628 klasztor odwiedził Hiob Poczajowski.
Według źródeł ukraińskich, zabudowania klasztoru franciszkanów z XVII w. były budowane na potrzeby mniszek prawosławnych, dzięki porozumieniu przełożonej klasztoru i Samuela Koreckiego. Jednak po jego śmierci jego brat Karol Jan Korecki przeszedł na katolicyzm, a do niedokończonego kompleksu budynków sprowadził zakonników katolickich. Mniszki pozostały natomiast w starszych obiektach powstałych w XVI w..
W 1752, z inicjatywy unickiego biskupa łuckiego i ostrogskiego Teodozego Lubienieckiego monaster w Korcu został przejęty przez bazylianki przy pomocy wojska polskiego. Powrót mniszek prawosławnych nastąpił po II rozbiorze Polski, 12 kwietnia 1795, gdy część Wołynia z Korcem znajdowała się już w granicach Imperium Rosyjskiego. Dwa lata później pożar zniszczył większą część zabudowań klasztornych, które zostały odbudowane przed 1800.
W 1864 w klasztorze zamieszkiwało 55 mniszek i posłusznic, zaś dotychczasowy kompleks budynków monasterskich nie zezwalał na przyjmowanie nowych kandydatek. 10 czerwca tego roku ihumenia Apolinaria (Kniaziewa) zwróciła się do arcybiskupa wołyńskiego Antoniego z prośbą o przejęcie przez mniszki prawosławne zabudowań klasztoru franciszkanek sąsiadującego z monasterem (założonego w 1620). 28 maja 1866 otrzymała na to zgodę; mniszki monasteru Zmartwychwstania Pańskiego zamieszkały w obiektach zlikwidowanego klasztoru katolickiego, który został przekształcony w prawosławny klasztor Trójcy Świętej. Zabudowania zajmowane wcześniej przez zakonnice zostały zmienione w skit Zmartwychwstania Pańskiego, filię klasztoru Trójcy Świętej, częściowo zaś zaadaptowane na szkołę i przytułek. Zdaniem Anny Radziukiewicz w momencie przejęcia przez prawosławnych klasztor franciszkański był od kilku lat opuszczony i wymagał kapitalnego remontu.
Z monasterem związana była pierwsza narzeczona Puszkina, Anna Olenina, po zamążpójściu Andro. Będąc już w podeszłym wieku, osiedliła się ona w majątku swojej córki w pobliżu Korca i hojnie wspierała przytułek dla sierot prowadzony przez mniszki. W klasztorze została też pochowana.

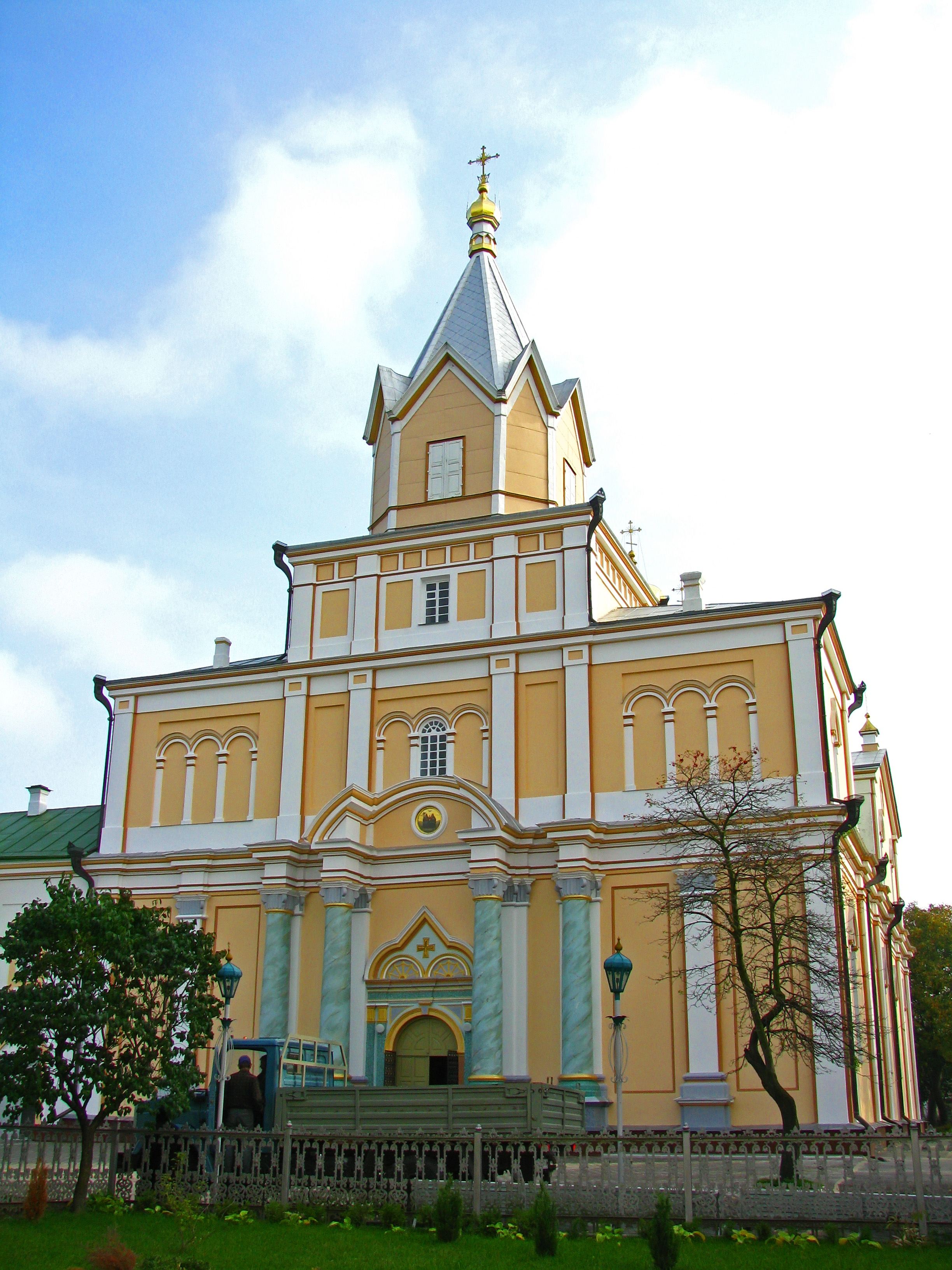

W 1915 mniszki z Korca udały się na bieżeństwo. Zabrały ze sobą cały ruchomy majątek klasztoru. Porzucone budynki klasztorne były w okresie I wojny światowej użytkowane przez wojsko niemieckie jako koszary i miejsce przetrzymywania jeńców. W 1918 zakonnice wróciły do monasteru, przywożąc ze sobą większość wywiezionego wcześniej majątku. Zamieszkały w budynkach pofranciszkańskich wobec przejęcia obiektów starego monasteru przez policję i straż graniczną. W czasie wojny polsko-bolszewickiej w budynkach monasterskich stacjonowały na przemian wojska walczących stron. W rezultacie zabudowania klasztorne zostały poważnie zdewastowane. Mniszki dysponowały w dwudziestoleciu międzywojennym dwiema cerkwiami (z czterech, jakie posiadały w XIX w.) – Trójcy Świętej i Jana Chrzciciela, dwupiętrowym budynkiem mieszkalnym, budynkami gospodarczymi, domem dla spowiednika wspólnoty i murowanym obiektem, w którym rozlokowano sierociniec. Oprócz prowadzenia domu sierot zakonnice opiekowały się także cerkwiami parafialnymi w Korcu i w pobliskich miejscowościach. 
W dwudziestoleciu międzywojennym monaster należał do diecezji wołyńskiej Polskiego Autokefalicznego Kościoła Prawosławnego. Należał do największych klasztorów prawosławnych na terytorium Polski. Równocześnie władze województwa wołyńskiego, wychodząc z założenia, że Kościół prawosławny nie potrzebuje trzech klasztorów żeńskich na terenie Wołynia, dążyły do jego zamknięcia. Nie powoływały się przy tym na powszechny w podobnych wypadkach argument o antypolskiej postawie mieszkanek monasteru. Klasztorowi odebrano przy tym część posiadanej ziemi, zostawiając w jego rękach jedynie pasiekę, ogród botaniczny z sadem i młyn. Wielokrotne prośby ihumeni Michaliny o nieodbieranie mniszkom większej części gruntów nie przynosiły skutku; w rezultacie wspólnota utrzymywała się przede wszystkim z rękodzieła, sprzedaży dewocjonaliów i wyrobów własnych, jak również z datków. Były to środki niewystarczające. W dwudziestoleciu międzywojennym mniszki były zmuszone ubiegać się o dodatkową pomoc ze strony diecezji wołyńskiej, jak również zrezygnować z remontów obiektów monasterskich; były one jedynie zabezpieczane przed postępującą dewastacją. 
W czasie II wojny światowej monaster był kilkakrotnie zmuszany do przekazywania cennego wyposażenia na rzecz wojsk hitlerowskich, które napadały go pod pretekstem poszukiwania partyzantów. Po II wojnie światowej był to jedyny klasztor na Wołyniu, który nie został zamknięty przez władze stalinowskie i działał nieprzerwanie przez cały okres przynależności regionu do ZSRR. Zakonnice nadal prowadziły sierociniec.
Od 1984 klasztor posiada status stauropigialnego. W 1990 monaster odzyskał dawny skit Zmartwychwstania Pańskiego, obecnie w remoncie. Zakonnice prowadzą gospodarstwo rolne, pasiekę, sad i piekarnię.

## Architektura

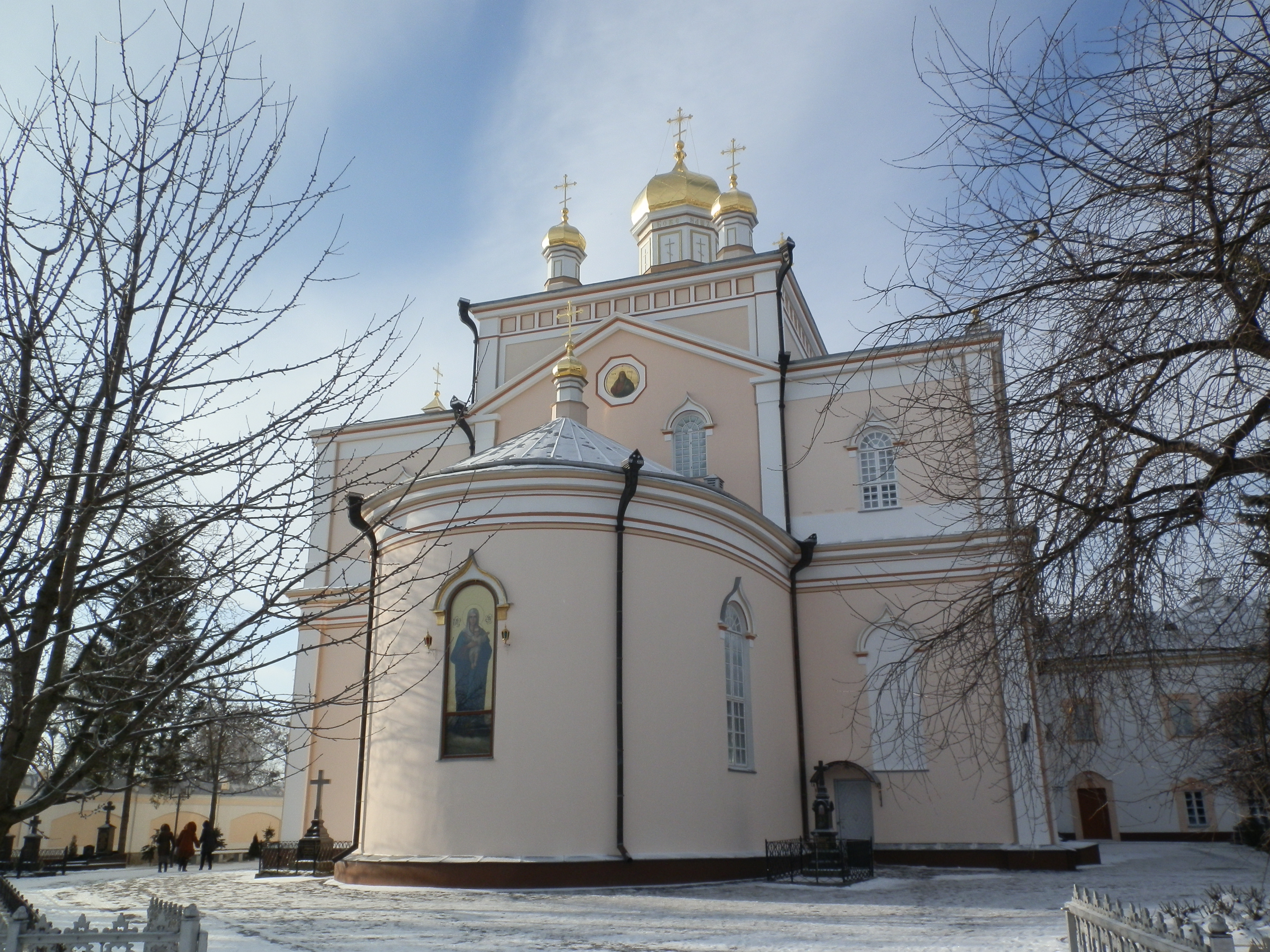

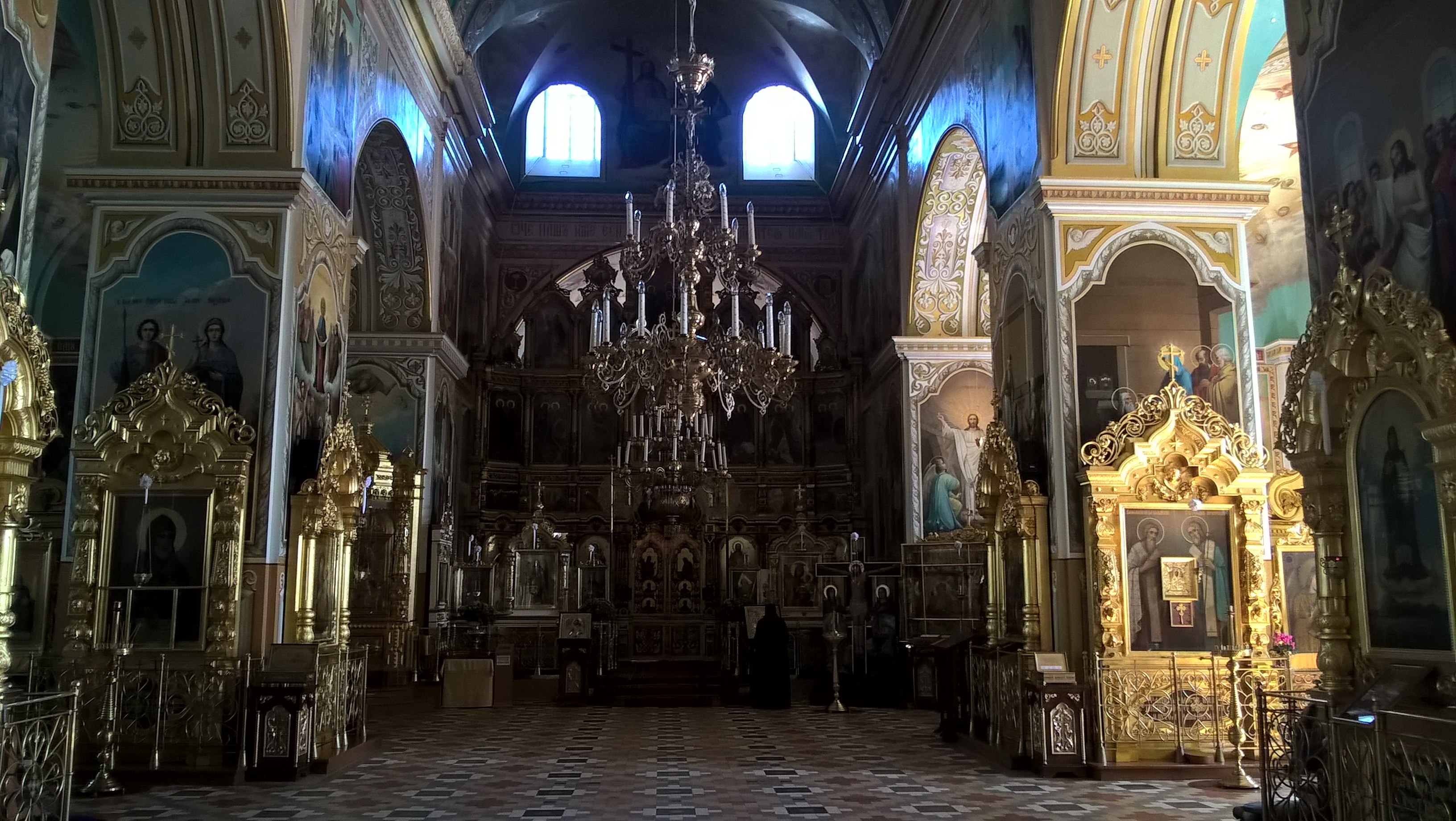
Wnętrze soboru monasterskiego

Kompleks zabudowań monasteru w Korcu składa się z budynku mieszkalnego z cerkwią domową Narodzenia św. Jana Chrzciciela, dzwonnicy oraz soboru Trójcy Świętej, powstałego poprzez przebudowę franciszkańskiego kościoła klasztornego. W latach 1863–1880 dokonano całkowitej przebudowy jego fasady zachodniej, do której dobudowano drewnianą wieżę. Podwyższono również wschodnią część nawy głównej i wzniesiono nad nią pięć cebulastych kopułek. Całość była od tego momentu utrzymana w stylu bizantyjsko-rosyjskim. We wnętrzu trójnawowej, bazylikowej świątyni wykonano w końcu XIX wieku freski. Budynek mieszkalny dla mniszek pochodzi z XVII w., jest jednopiętrowy, wsparty przyporami. Do jego północnego skrzydła przylega cerkiew domowa. Stojącą obok dzwonnicę wzniesiono w 1905.

## Przełożone klasztoru (po 1918)
- Michalina (Mieletiewa), 1916–1931[9]
- Teofania (Pawluk-Zadworna), 1931–1946[10]
- Magdalena (Kriśko), 1946–1954[11]
- Ludmiła (Bielsowska), 1954–1970[12]
- Natalia (Ilczuk), 1970–2006[12]
- Rafaela (Chilczuk), 2006[12]–2021[13]
- Partenia (Nowak), od 2021[14][15]